# Dětřichovec

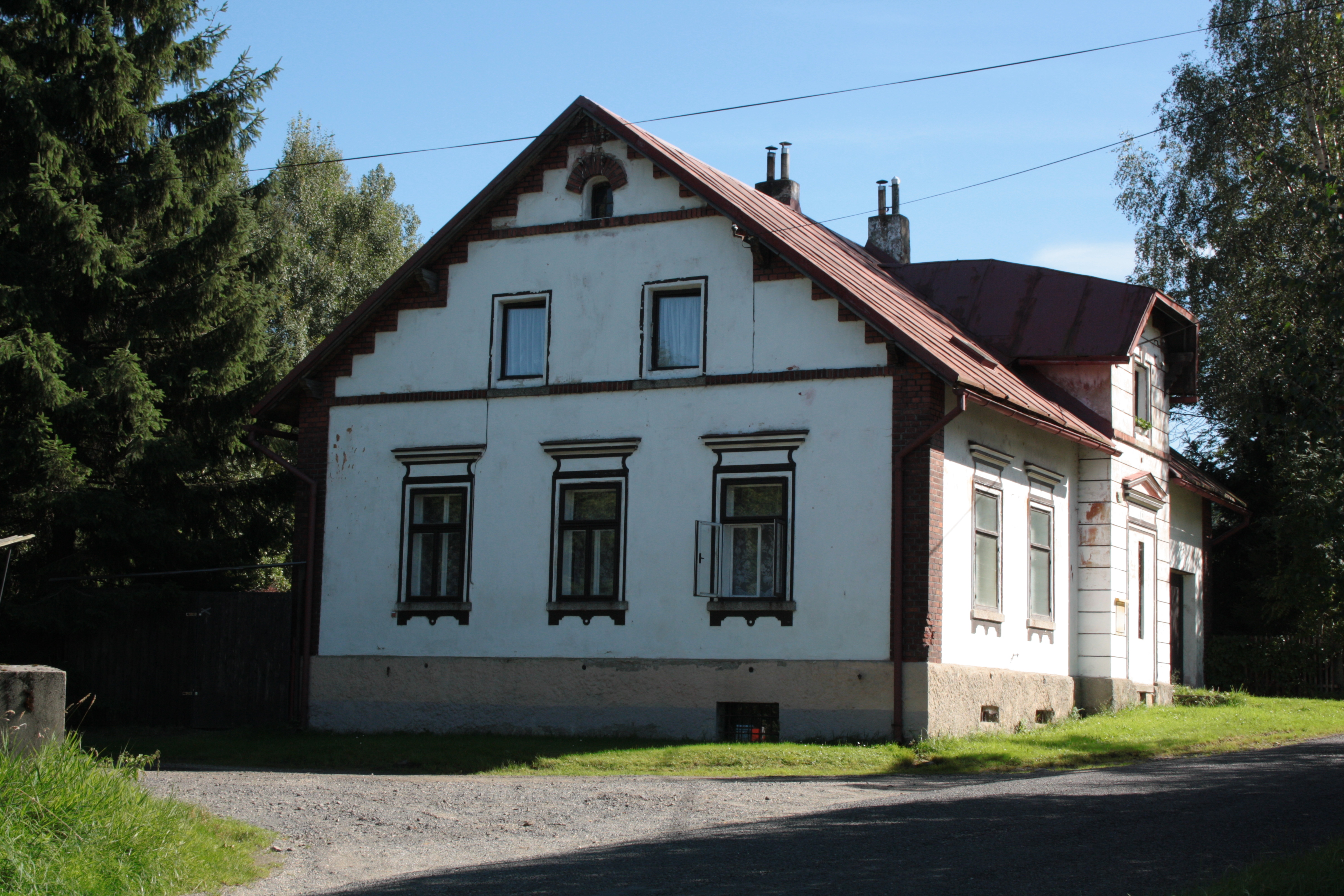
Haus Nr. 10 (früher Gasthaus "Zur Stadt Neustadtl" bzw. Neumanns Gasthaus)

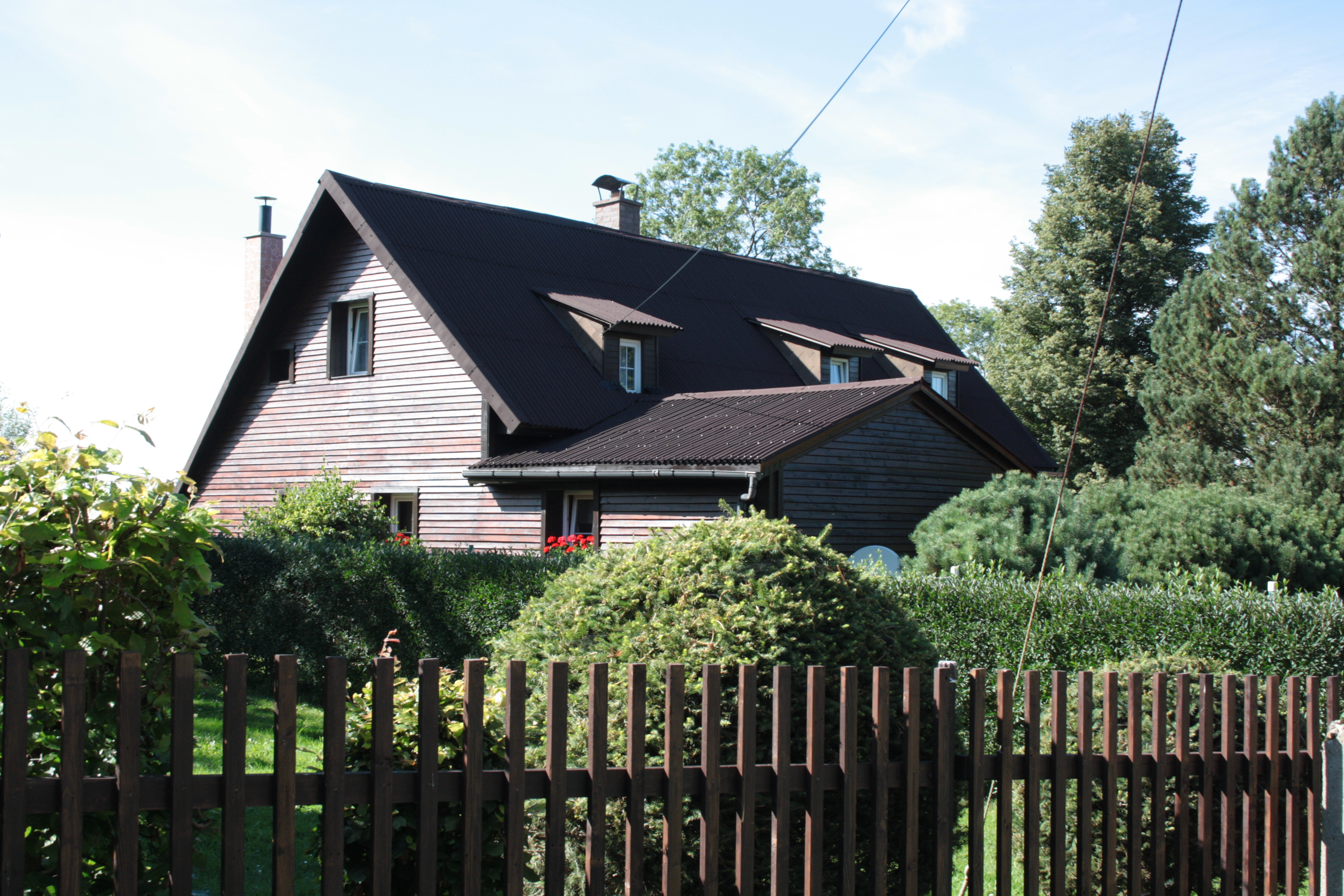
Haus Nr. 24

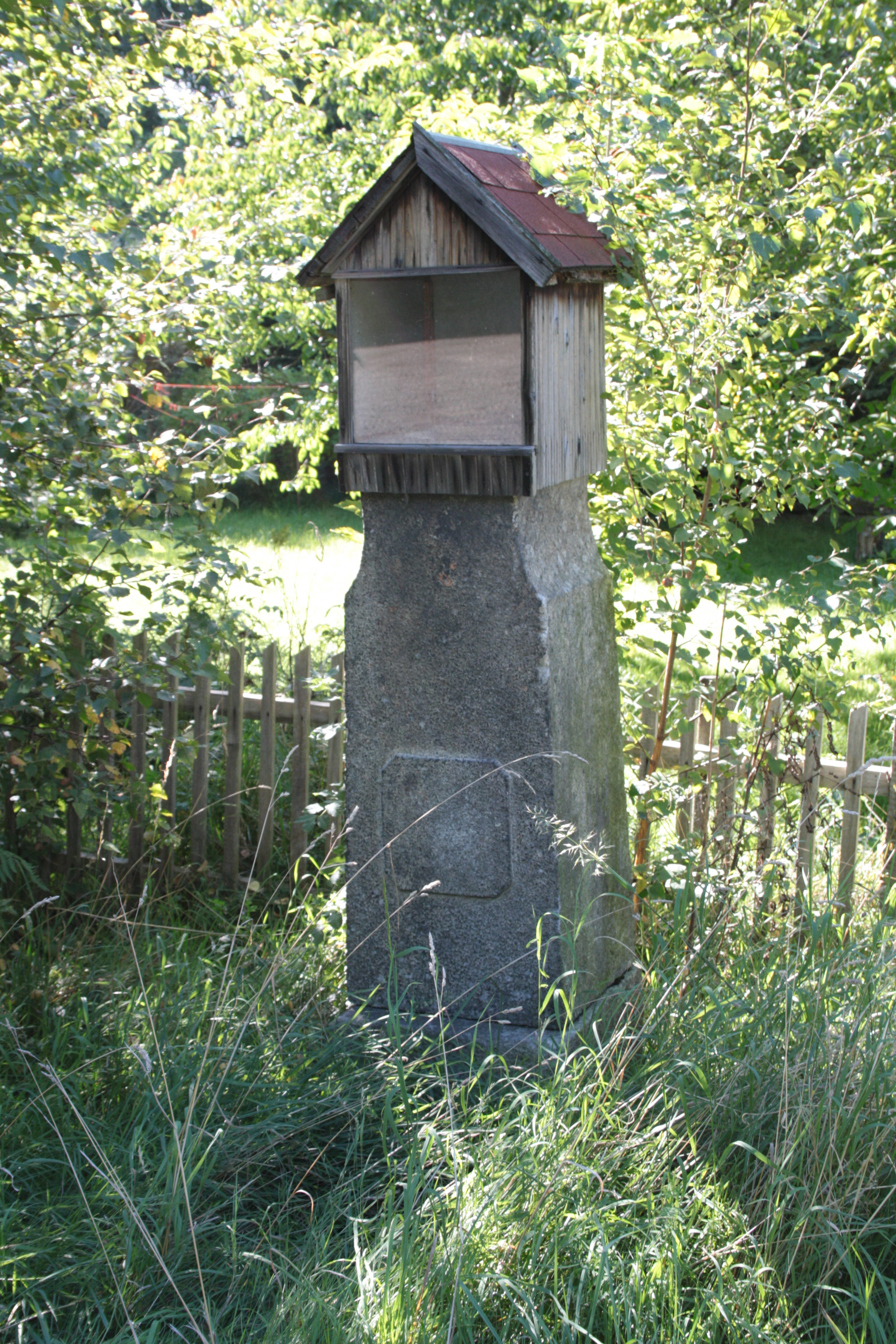
Bildstock

Dětřichovec, bis 1946 Dittersbächel ist ein Ortsteil der Gemeinde Jindřichovice pod Smrkem in Tschechien. Er liegt zwei Kilometer südöstlich von Jindřichovice pod Smrkem an der polnischen Grenze und gehört zum Okres Liberec.

## Geographie
Dětřichovec befindet sich am Oberlauf des Baches Jindřichovický potok nördlich des Heinersdorfer Rückens (Jindřichovický hřeben) im Isergebirgsvorland (Frýdlantská pahorkatina). Nördlich erheben sich die Kukačka (471 m) und die Katna Góra (454 m), im Süden der Andělský vrch (Schöbicht, 572 m) sowie südwestlich der Hřebenáč (Kohlhübel, 566 m). Gegen Norden liegt die Trasse der ehemaligen Bahnstrecke Heinersdorf-Wigandsthal.
Nachbarorte sind Miłoszów, Świecie, Korzeniec und Chałupska im Norden, Barcie, Giebułtówek und Giebułtów im Nordosten, Na Hranici, Wolimierz, Nowa Skiba, Borowiny und Wola Sokołowska im Osten, Unięcice und Pobiedna im Südosten, Gierałtówek im Süden, Nové Město pod Smrkem, Podlesí und Hajniště im Südwesten, Cihelny, Dolní Řasnice und Na Zámečku im Westen sowie Jindřichovice pod Smrkem und Srbská im Nordwesten.

## Geschichte
Nachdem die Herren von Bieberstein im Jahre 1278 die Herrschaft Seidenberg erworben hatten, verlegten sie den Herrschaftssitz nach Friedland und ließen die umliegenden Waldgebiete kolonisieren.
Zu dieser Zeit entstand auch die Holzfällersiedlung Heynrichsdorf. An einem Bach im Bärenwald bei Heynrichsdorf errichtete im 14. Jahrhundert ein Glasmacher Dytrich eine Glashütte. Erstmals urkundlich erwähnt wurde die aus zehn Anwesen bestehende Glasmachersiedlung Dytrichsbächel im Jahre 1381 im Friedländer Urbar. Für den Holzverbrauch der Glashütte wurden Teile des Bärenwaldes geschlagen und auf dem Rodeland um die Hütte entstand ein Dorf mit landwirtschaftlicher Nutzfläche. Am 21. März 1431 verwüstete eine Abteilung der Hussiten unter Jan Čapek ze Sán die Gegend. Das niedergebrannte Heynrichsdorf wurde an neuer Stelle, einen Kilometer nordwestlich des alten Standortes, an dem sich die Kirchenruine befindet, neu aufgebaut. Nach dem Erlöschen der Glashütte bildeten die Landwirtschaft, die Schindlerei und die Köhlerei die Lebensgrundlage der Bewohner des Dorfes, dessen Name sich in Dittersbächel wandelte. Im Jahre 1551 erlosch mit dem Tode von Christophs von Bieberstein der Friedländer Zweig der Herren von Bieberstein. Die Standesherrschaft Friedland-Seidenberg fiel der böhmischen Krone anheim und wurde 1554 an Friedrich von Redern verkauft. Nach der Niederlage am Weißen Berg wurde im Jahre 1620 der Besitz seines Enkels Christoph von Redern konfisziert und Albrecht von Waldstein überlassen. 1629 bestand Dittersbächel aus 20 Häusern. Nach Waldsteins Ermordung im Jahre 1634 erhielt Matthias von Gallas die Herrschaft. Nach dem Prager Frieden von 1635, mit dem die Lausitzen als erbliches böhmisches Lehen an den sächsischen Kurfürsten übergeben wurden, lag Dittersbächel unmittelbar an der Grenze zwischen dem Königreich Böhmen und dem Kurfürstentum Sachsen. Die Grafen von Gallas versuchten die Herrschaft nach dem Ende des Dreißigjährigen Krieges zu rekatholisieren. Am 19. Mai 1651 kam der Jesuitenpater Adam Linder nach Dittersbächel und lud die Protestanten vor. Die siebenstündigen Diskussionen brachten jedoch nicht den erwünschten Erfolg. Die Einwohner verließen das Dorf und gingen über die Grenze in die Oberlausitz ins Exil. In der berní rula von 1654 sind für Dittersbächel 23 verlassene Häuser aufgeführt. Im Jahre 1661 bestand das Dorf aus 20 Häusern, von denen nicht alle bewohnt waren; außerdem gab es eine Vitriolsiederei. Im Jahre 1716 hatte sich die Anzahl der Häuser auf 16 reduziert.
1748 gab es in dem Dorf sechs zweigespännige Bauern, die der Herrschaft an 31 Tagen im Jahr mit ihren Pferden Frondienste zu leisten hatten. Seit 1750 lässt sich in Dittersbächel eine Winkelschule nachweisen. Im Jahre 1800 nahm eine Knochenmühle den Betrieb auf; jedoch war diese auch nicht weniger anrüchig als die frühere Vitriolsiederei. Zu Beginn des 19. Jahrhunderts erlangte das Dorf nach vorangegangenen Hungerjahren einen wirtschaftlichen Aufschwung, so dass die Bäuerinnen 1809 Seidenkleider sowie Silber- und Goldkappen trugen. Am 16. Mai 1812 wurde das Dorf von einem heftigen Unwetter heimgesucht, dabei wurden beim Bauern Anton Richter drei Kühe und zwei Ziegen vom Hagel erschlagen. Nach dem Wiener Kongress von 1815 lag das Dorf nunmehr an der Grenze zu Preußen. In Folge des Ausbruchs der Cholera in Schlesien wurde 1831 die Straße nach Friedeberg gesperrt und die Grenze durch Soldaten gesichert.
Im Jahre 1832 bestand Dittersbächel aus 68 Häusern mit 375 deutschsprachigen Einwohnern. Im Ort gab es eine Mahlmühle. Am Weg nach Heinersdorf lagen die Ruinen der St.-Jakobs-Kirche. Pfarrort war Heinersdorf. Bis zur Mitte des 19. Jahrhunderts blieb Dittersbächel der Allodialherrschaft Friedland untertänig.
Nach der Aufhebung der Patrimonialherrschaften bildete Dittersbächel ab 1850 eine politische Gemeinde im Bunzlauer Kreis und Gerichtsbezirk Friedland. Ab 1868 gehörte die Gemeinde zum Bezirk Friedland. Dittersbächel hatte im Jahre 1900 470 Einwohner, im Ort gab es eine Mühle, eine Schmiede, eine Glasschleiferei, eine Ölpresse, einen Schneider, einen Schuster, einen Krämer, einen Weber und zwei Lumpensammler. Ein Teil der Bewohner arbeitete in den Fabriken von Heinersdorf und Neustadt. Zwischen 1903 und 1904 entstand nördlich des Dorfes die über die preußische Grenze führende Bahnstrecke Heinersdorf-Wigandsthal. Ab 1911 gehörte Dittersbächel mit den Ansiedlungen Steinrich und Hainbusch zum neugebildeten Gerichtsbezirk Neustadt an der Tafelfichte. Im Jahre 1930 hatte die Gemeinde 341 Einwohner. Nach dem Münchner Abkommen erfolgte 1938 die Angliederung an das Deutsche Reich; bis 1945 gehörte Dittersbächel zum Landkreis Friedland. 1939 lebten in Dittersbächel 321 Personen.
Nach dem Ende des Zweiten Weltkrieges kam Dittersbächel zur Tschechoslowakei zurück und lag nunmehr an der Grenze zu Polen. Die grenzüberschreitende Eisenbahnverbindung wurde eingestellt. 1946 erfolgte die Umbenennung in Dětřichovec. Mit Beginn des Jahres 1961 erfolgte die Auflösung des Okres Frýdlant, Dětřichovec wurde dem Okres Liberec zugeordnet und nach Jindřichovice pod Smrkem eingemeindet. Die Freiwillige Feuerwehr Dětřichovec wurde am 1. Jänner 1965 aufgelöst. Am 1. Juli 1980 wurde Dětřichovec zum Ortsteil von Nové Město pod Smrkem. Jindřichovice pod Smrkem und Dětřichovec lösten sich zum 1. September 1990 wieder von Nové Město pod Smrkem los und bildeten die Gemeinde Jindřichovice pod Smrkem. 1991 hatte Dětřichovec 20 Einwohner. Im Jahre 2001 bestand das Dorf aus acht Wohnhäusern, in denen 28 Menschen lebten. Insgesamt besteht der Ort aus 39 Häusern.

## Ortsgliederung
Zu Dětřichovec gehören die Ansiedlungen Na Hranici (Hainbusch) und Na Zámečku (Steinrich).

## Sehenswürdigkeiten
- Ruine der romanischen Jakobuskirche des alten Dorfes Heinersdorf bei Na Zámečku am Weg nach Jindřichovice pod Smrkem, errichtet im 13. Jahrhundert, 1431 durch die Hussiten zerstört
- Bildstock

## Söhne und Töchter des Ortes
- Karl Streit (1874–1935), österreichischer Kartograph und Geistlicher